# Albergatti
Albergatti – polski herb szlachecki, pochodzenia włoskiego.

## Opis herbu
W polu błękitnym skos srebrny o obramowaniu czerwonym.

## Najwcześniejsze wzmianki
Herb zatwierdzony indygenatem w roku 1790. Margrabia Franciszek Albergatti, senator bonoński, generał-adiutant Stanisława Augusta otrzymał Order Świętego Stanisława w 1772 roku. Klejnot: Trzy pióra strusie.

## Herbowni
Albergatti.